# フェリー1世 (ロレーヌ公)

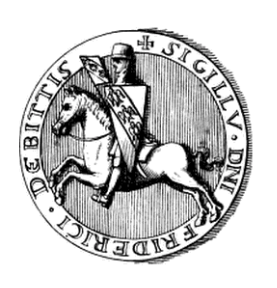
フェリー1世のシール

フェリー1世（フランス語：Ferry Ier, 1143年ごろ - 1206年4月7日）は、ロレーヌ公（在位：1205年 - 1206年）。

## 生涯
フェリー1世はロレーヌ公マチュー1世とシュヴァーベン公フリードリヒ2世の娘ベルタ（ユーディトとも呼ばれる）の次男である。兄シモン2世の跡を継いでロレーヌ公となった。シモン2世はすでに1176年にビッチュ伯位を与えられており、1179年のリブモン条約によりロレーヌ北部のドイツ語圏の部分の領有を認められていた。もともと母ベルタはフェリー1世が父マチュー1世の遺領すべてを継承することを望んでいた。しかし、3年間の内戦の後、フェリー1世はビッチュとロレーヌの半分しか確保できなかった。
兄シモン2世は1205年に修道院に引退し、フェリー1世の息子フェリー2世を後継者とした。それにもかかわらずフェリー1世は全領を相続したが、1年後に亡くなり、ポーランド大公ミェシュコ3世の娘ヴィエシュホスワヴァ・ルドミワ（1150年 - 1223年）との間に生まれたフェリー2世がロレーヌ公位を継承した。

## 子女
妃ヴィエシュホスワヴァ・ルドミワ・ミェシュコヴナとの間に以下の子女が生まれた。
- フェリー2世（1165年頃 - 1213年） - ロレーヌ公
- ティエリー（悪魔卿） - オティニー領主。マチュー2世・ド・モンモランシーの娘ジェルトリュードと結婚。
- アンリ - バイヨンヌ城を建造
- フィリップ（1243年没） - ジェルベヴィエ領主
- マチュー（1170年 - 1217年） - トゥール司教
- アガット（1242年没） - ルミルモン女子修道院長
- ジュディット - ザルム伯ハインリヒ2世と結婚
- エドヴィジュ（1228年没） - ツヴァイブリュッケン伯ハインリヒ1世と結婚
- キュネゴンド（1214年没） - リンブルフ公ヴァルラム3世と結婚